# دشت ساحلی اطلس

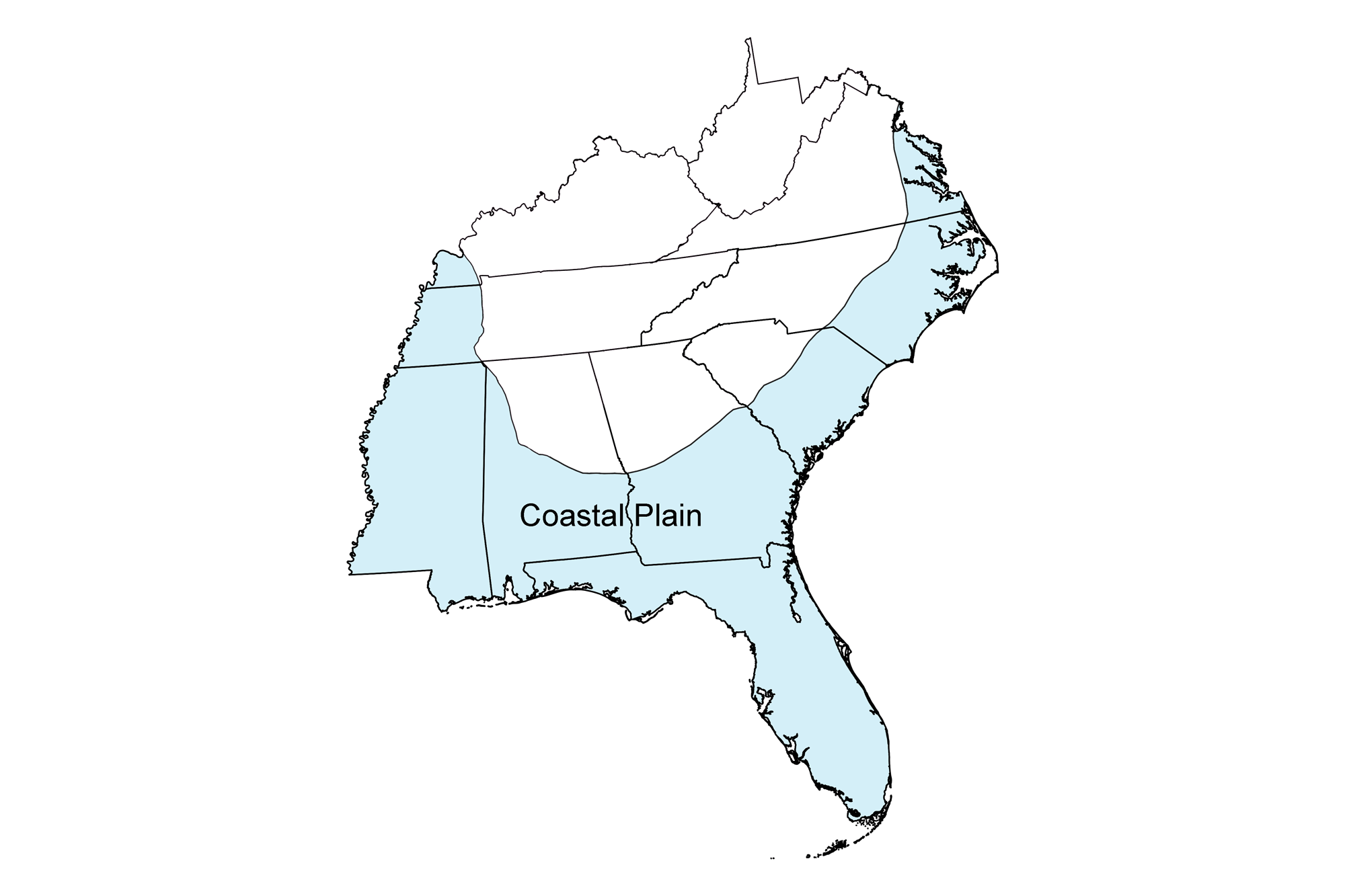
نقشه دشت ساحلی

دشت ساحلی اطلس: پهنه‌ای آرام در شرق آمریکا
دشت ساحلی اطلس یکی از مهم‌ترین و گسترده‌ترین مناطق جغرافیایی در شرق ایالات متحده آمریکاست. این دشت از شمال شرق کشور، یعنی ایالت‌های نیوهمپشایر و ماساچوست، آغاز شده و تا جنوب شرقی، شامل ایالت‌های فلوریدا و بخش‌هایی از تگزاس، امتداد می‌یابد. این منطقه در امتداد ساحل اقیانوس اطلس قرار دارد و به همین دلیل نام "دشت ساحلی اطلس" را به خود گرفته است.
ویژگی‌های طبیعی و زمین‌شناسی: 
- ساختار زمین: این دشت عمدتاً هموار و کم‌ارتفاع است، با شیب ملایم از غرب به شرق که به سمت اقیانوس اطلس می‌رود.
- خاک و پوشش گیاهی: خاک‌های حاصلخیز آن باعث شده‌اند که کشاورزی در این منطقه رونق داشته باشد. پوشش گیاهی شامل جنگل‌های برگ‌ریز، مراتع، و در برخی مناطق، تالاب‌ها و مرداب‌هاست.
- رودخانه‌ها: رودخانه‌های بزرگی مانند پوتوماک، سوانی، و دلاور از این دشت عبور کرده و به اقیانوس اطلس می‌ریزند.
نقش اقتصادی: 
- شهرهای مهم: شهرهایی مانند واشنگتن دی‌سی، فیلادلفیا، بالتیمور، و بخش‌هایی از نیویورک در این دشت قرار دارند.
- اقتصاد: این منطقه به دلیل نزدیکی به دریا، نقش مهمی در تجارت دریایی، حمل‌ونقل، کشاورزی، و صنعت دارد.
- تاریخ: دشت ساحلی اطلس محل شکل‌گیری نخستین مستعمرات اروپایی در آمریکا بوده و در تاریخ استقلال و توسعه کشور نقش کلیدی داشته است.
چشم‌انداز و زیبایی‌های طبیعی: 
تصور کن صبحی مه‌آلود در کارولینای جنوبی، جایی که نور طلایی خورشید از میان درختان بلوط اسپانیایی می‌تابد و صدای پرندگان ساحلی با نسیم ملایم در هم می‌آمیزد. یا غروب آرام در سواحل ویرجینیا، جایی که موج‌های آرام اقیانوس اطلس با شن‌های سفید بازی می‌کنند. این دشت، ترکیبی از آرامش، تاریخ، و زندگی مدرن است.